# Dobřejovice
Dobřejovice (deutsch Dobrejowitz, auch Manderscheid) ist eine Gemeinde in Tschechien. Sie liegt sechs Kilometer westlich von Říčany und gehört zum Okres Praha-východ.

## Geographie
Dobřejovice befindet sich am Übergang des Mittelböhmischen Tafel zum Mittelböhmischen Bergland am Dobřejovický potok, einem rechten Zufluss zum Botič. Östlich führt die Autobahn D 1 vorbei, südlich die Staatsstraße 101 von Jesenice zur Autobahnabfahrt 11 "Jesenice" und nach Říčany. Im Nordwesten liegt der Schlosspark Průhonice.
Nachbarorte sind Čestlice im Norden, Nupaky im Nordosten, Kuří im Osten, Doubravice und Modletice im Südosten, Herink im Süden, Osnice im Westen sowie Průhonice im Nordwesten.

## Geschichte
Die erste schriftliche Erwähnung des Ortes und der Feste erfolgte 1309 als Sitz des Bohuslav von Dobřejovice. Die Herren von Dobřejovice hielten die Feste bis zum Ende des 14. Jahrhunderts. 1391 wurde mit Jindřich von Dobřejovice letztmals ein Grundherr dieses Geschlechts genannt. Ihm folgte Ojíř von Očedělice, der die Feste 1472 an Oldřich von Konipas verkaufte. Weitere Besitzer waren Václav von Tedražice und Oldřich Zápský von Zápy. Dieser verkaufte den Besitz 1549 an Georg Moschauer von Valdov. Bis 1627 besaß das Geschlecht Moschauer Dobřejovice, anschließend gehörte die Herrschaft fünfzig Jahre den Vit von Rzava. Ab 1677 folgten Odolen von Věrník, Vojtěch Voračický, Christoph von Mitrowitz und 1693 Dorota Přehořovská. Von ihr gelangten die Güter an die Waldsteiner und 1710 an die Sternberger. Zur Herrschaft Dobřejovice gehörten u. a. die Dörfer Herink, Kamenice, Psáry, Sulice und Těptín. 1763 erwarb der Prager Erzbischof Johann Moritz Gustav von Manderscheid-Blankenheim die Herrschaft für 217.000 Gulden. Der Bischof gab dem Dorf den neuen Namen Manderscheid. Nach seinem Tode vermachte er die Herrschaft dem Erzbistum Prag.

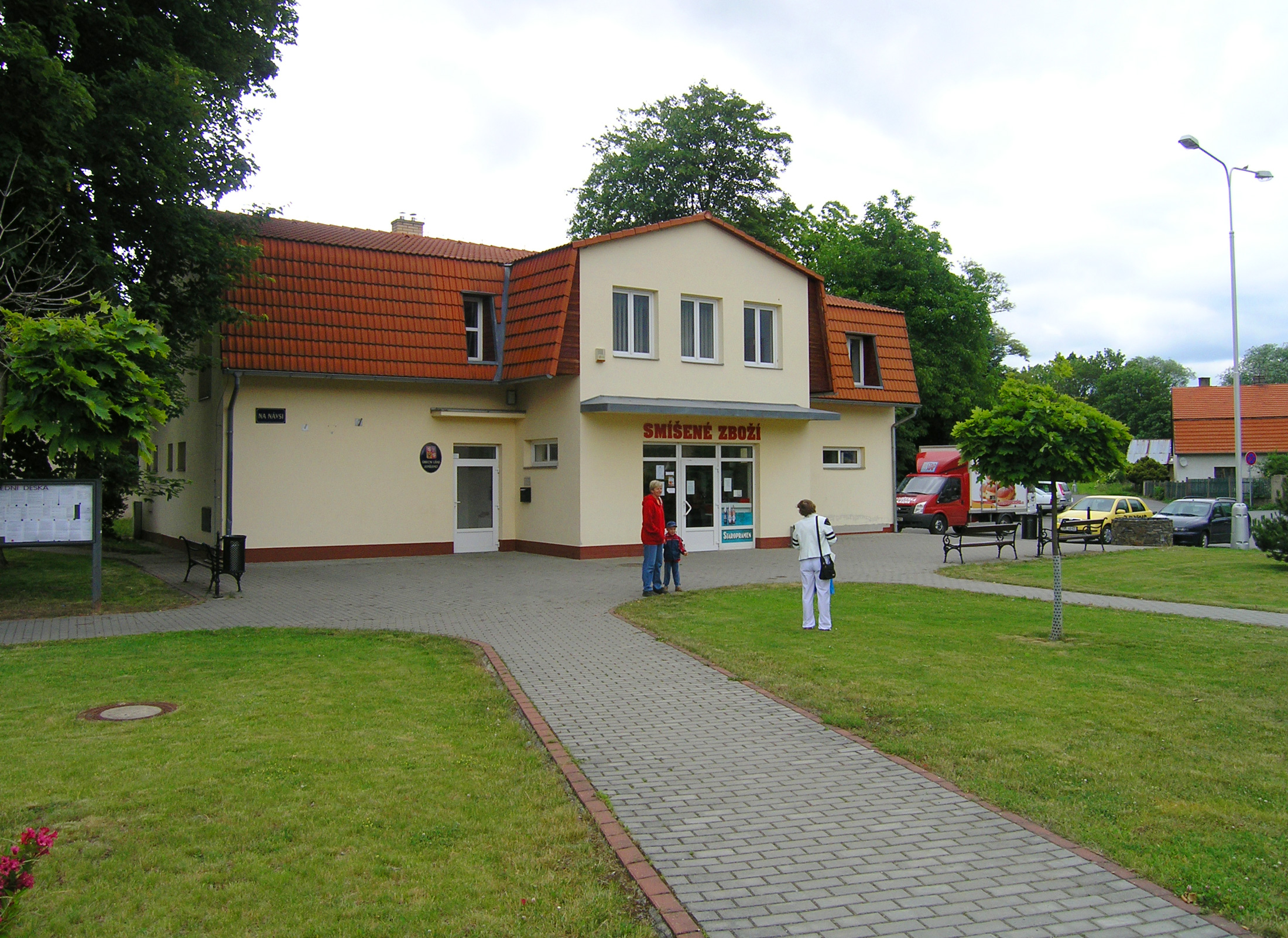
Rathaus

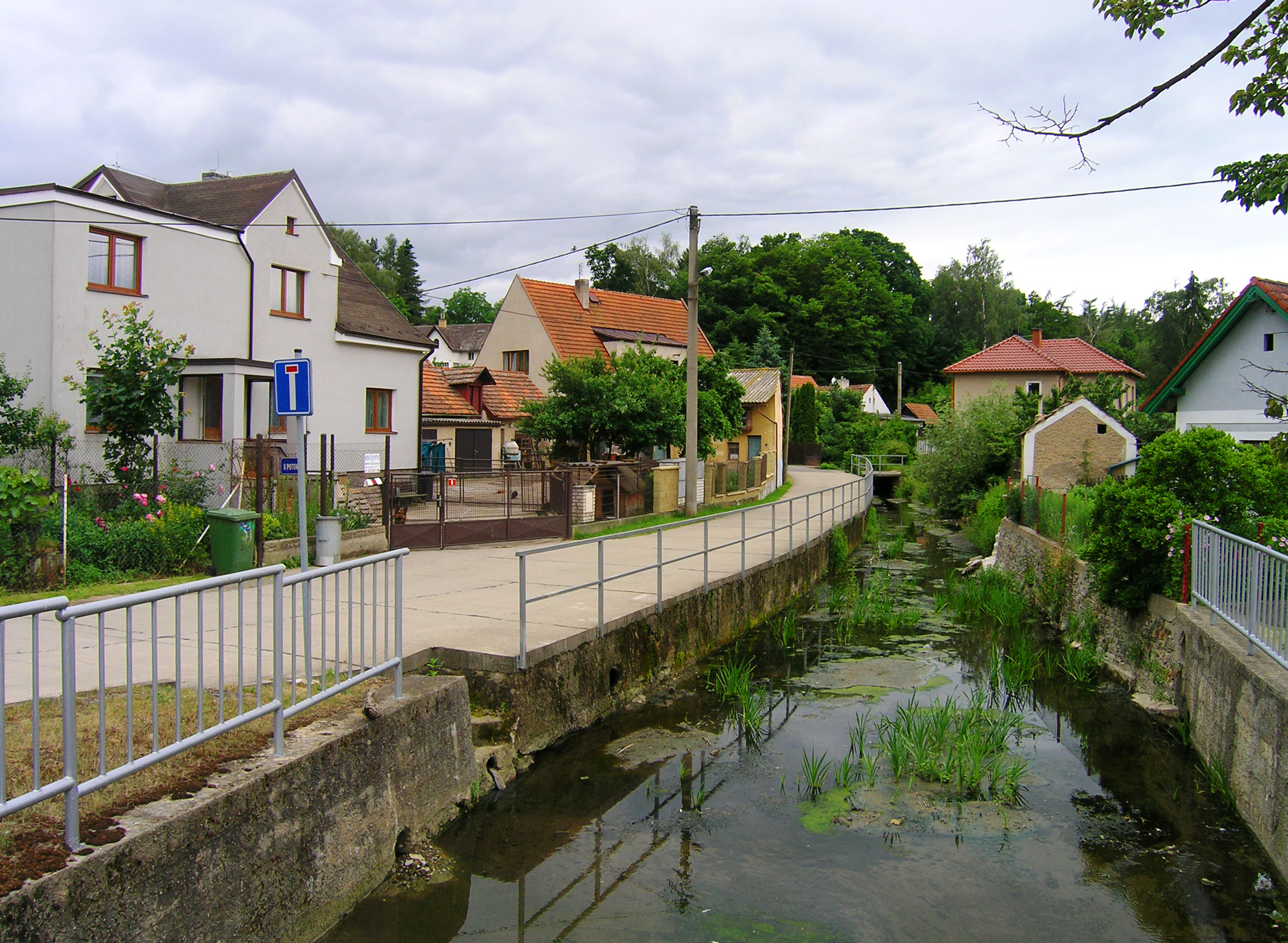
Blick über den Fluss

Am 7. Oktober 1848 vergruben Bauern des Dorfes auf dem Hügel Modletice feierlich landwirtschaftliche Gerätschaften, die sie zuvor für Frondienste benutzt hatten. Nach der Aufhebung der Patrimonialherrschaften bildete Dobřejovice ab 1850 eine Gemeinde im Bezirk Karlín. Mit der Selbstständigkeit legte die Gemeinde auch den von den Bewohnern wenig angenommenen Namen Manderscheid wieder ab, als deutsche Bezeichnung wurde er neben Dobrejowitz weiter verwendet. 1864 wurde der große Teich am nördlichen Dorfrand abgelassen und sein Gelände größtenteils trockengelegt. Dadurch erlosch auch die Mühle. Ab 1878 gehörte die Gemeinde zum Bezirk Königliche Weinberge und ab 1920 zum Bezirk Eule. Unter Erzbischof Franziskus von Paula Schönborn wurden die Güter in Dobrejowitz zum Ende des 19. Jahrhunderts an Dolní Břežany angeschlossen. Bischof Schönborn verpachtete die Schlossbrauerei 1886 an Václav Novotny. Später pachtete der jüdische Geschäftsmann Nathan Eisler die Brauerei. 1923 wurde der Fußballverein SK Průhonice gegründet, dessen Sitz in Dobřejovice war. Ab 1928 gehörte die Gemeinde zum Bezirk Říčany. Die Familie Eisler besaß die Brauerei bis zur Stilllegung im Jahre 1948. Das Schloss wurde ebenfalls verpachtet, zu den Pächtern gehörte von 1922 bis 1936 die Erste Böhmische Zuckerindustrie AG in Modřany. Während der deutschen Besetzung trug die Gemeinde von 1939 bis 1945 wieder den deutschen Namen Manderscheid.
Ab 1950 erfolgten im Schloss Trauungen. 1953 brach bei einem Hochwasser der Damm des Teiches "Skalník". Die Schlosskapelle wurde 1957 entweiht.
Seit 1961 gehört Dobřejovice zum Okres Praha-východ. Im Jahre 2006 erhielt die Gemeinde ein Wappen.

## Gemeindegliederung
Für die Gemeinde Dobřejovice sind keine Ortsteile ausgewiesen.

## Sehenswürdigkeiten
- Barockschloss Dobřejovice, der eingeschossige Bau wurde errichtet zum Ende des 17. Jahrhunderts anstelle einer Feste
- Schlosskapelle der hl. Dreifaltigkeit aus der ersten Hälfte des 18. Jahrhunderts
- Speicher